# Kentucky Derby Festival Basketball Classic
El Kentucky Derby Festival Basketball Classic fue un partido de las estrellas anual estadounidense en el que participaron jugadores de baloncesto de escuelas secundarias. Comenzó en 1973, fue parte del Festival del Derby de Kentucky en Louisville, Kentucky, antes de la carrera de caballos del Derby de Kentucky. The Classic fue patrocinado por los restaurantes McDonald's locales de Kentuckiana durante más de 20 años desde su creación hasta 1996. Se jugó en el Freedom Hall, excepto por un año en el KFC Yum! Center en 2011. El Classic se canceló en 2018 debido a la disminución de la asistencia y las pérdidas financieras. Había sido el juego de baloncesto de estrellas de la escuela secundaria más antiguo del país. Los jugadores estrella que participaron incluyeron a Shai Gilgeous-Alexander, Penny Hardaway, Moses Malone, Jamal Mashburn, Donovan Mitchell, Victor Oladipo, Isiah Thomas y Dominique Wilkins.

## Historia
El Derby Classic comenzó en 1973 después de que Max Rein, que trabajaba en la industria radial local, le presentó la idea a Jack Guthrie, quien era el director ejecutivo de Kentucky Derby Festival Inc. Centrado principalmente en las carreras de caballos en ese momento, el festival agregó muchos eventos nuevos ese año y se anunció a sí mismo como un «festival de la gente», ofreciendo algo para todos. El baloncesto era popular en la región. «Las dos cosas más importantes para estas personas son su iglesia y su equipo de baloncesto de la escuela secundaria», dijo Rein. El Classic mostró a los jugadores que habían firmado con los programas universitarios locales de los Kentucky Wildcats, Louisville Cardinals y los Indiana Hoosiers. El juego fue precedido por un evento de habilidades, Night of Future Stars, que comenzó en 1988.
El Classic comenzó con una escuadra de cinco de los mejores jugadores de cada uno de los estados de Indiana y Kentucky contra 10 de los mejores del resto del país. En 1981, la National Collegiate Athletic Association (NCAA) restringió la entrada de jugadores de la escuela secundaria a juegos de estrellas cuyos participantes fueran de un área de dos estados alrededor del sitio del juego. Sin embargo, como ya se habían planificado los juegos, se otorgaron exenciones al Derby Classic y a los otros tres juegos nacionales de estrellas: el Capital Classic, el McDonald's All-American Game y el Roundball Classic. La NCAA también limitó a los jugadores a jugar en dos juegos de estrellas. Ese año, el Derby Classic solo tuvo un jugador de Indiana, ya que la mayoría de los mejores jugadores del estado optaron por asistir a una serie de dos juegos de Indiana-Kentucky que se llevó a cabo en junio.
Al año siguiente, en 1982, la NCAA votó para permitir nuevamente los juegos de estrellas nacionales. Sin embargo, todos los mejores jugadores de Indiana y la mayoría de los de Kentucky pasaron por alto el Derby Classic ese año para asistir a la serie Indiana-Kentucky. Alrededor de 6000 fanáticos asistieron al Classic, en comparación con el máximo de 17 528 de 1976. Después de haber ganado los dos primeros juegos en 1973 y 1974, el equipo de Kentucky-Indiana perdió su décimo juego consecutivo ante el US All-Stars. El Classic fue cancelado en 1983 antes de regresar al año siguiente. Fue ayudado por un cambio de reglas de la NCAA que permite a los jugadores participar en dos juegos de estrellas en su último año y dos después de graduarse, eliminando la disputa entre el Derby Classic y la serie Indiana-Kentucky. El Classic también cambió su formato a dos equipos nacionales divididos entre el Norte y el Sur. La asistencia más alta del juego fue 19 041 en 1987 en Freedom Hall; ese concurso contó con el firmante de Kentucky, LeRon Ellis, clasificado entre los 20 mejores prospectos de la nación. En la década de 1990, el Classic dejó de recibir firmas de Indiana, quienes optaron por jugar en juegos de estrellas organizados por Tim Knight, el hijo del entonces entrenador de Indiana, Bobby Knight.
Después de que terminó su patrocinio con McDonald's, el Classic se asoció con Nike, que fue una relación exitosa hasta que Nike hizo de sus juegos Jordan Brand su prioridad, primero con Jordan Brand Capital Classic (el Capital Classic bajo su patrocinio) y luego con su propio juego, el Jordan Brand Classic. El Derby Classic fue entonces patrocinado por Adidas. El juego se canceló en 2018 debido a la caída de la asistencia, la lucha por llegar a los 5000 fanáticos y las crecientes pérdidas financieras. Los juegos de estrellas que competían atraían a los mejores talentos, incluidos McDonald's All-American Game, Jordan Brand Classic y Nike Hoop Summit. Otro factor que contribuyó ese año fue una investigación de baloncesto universitario realizada por el FBI que agotó la clase de reclutamiento de Louisville.